# F1 Mobile Racing
F1 Mobile Racing fue un videojuego de carreras desarrollado por Eden Games y publicado por Codemasters y Electronic Arts para iOS y Android. Fue lanzado para iOS el 9 de octubre de 2018 y para Android el 27 de noviembre de 2018. Desde el 23 de febrero de 2024, anunció que ya no está disponible en las tiendas de aplicaciones y anunció que los servidores del juego estaban disponibles hasta el 24 de mayo. A partir de este mismo día (24 de mayo de 2024), se han desconectado los servidores para todos los jugadores y ya no podrán volver a jugar.

## Jugabilidad
F1 Mobile Racing era un juego oficial de la FIA Formula 1 World Championship, en el que el jugador podía ponerse al volante de vehículos reales y competir en algunos de los circuitos oficiales del Mundial. También se puede competir contra algunos de los mejores pilotos, como Lewis Hamilton, Sebastian Vettel, Max Verstappen o Fernando Alonso.
El sistema de control de F1 Mobile Racing es totalmente personalizable. Se puede jugar tanto con volante virtual, como con controles táctiles o con acelerómetro. Si se escoge esta tercera opción, se puede inclinar el dispositivo de un lado a otro para girar el vehículo, como si se estuviera usando un volante real.
En F1 Mobile Racing se puede jugar tanto a través de Internet, compitiendo contra otros jugadores en duelos individuales; como en solitario, compitiendo contra la inteligencia artificial en carreras rápidas. En ambos modos de juego se puede obtener recompensas que permiten personalizar y mejorar los vehículos.
F1 Mobile Racing además ofrecía una membresía VIP a través de una suscripción mensual. La membresía VIP le brindaba lo siguiente: Un espacio de investigación adicional donde puede investigar 2 cajas al mismo tiempo, una caja VIP diaria, una elección entre 2 piezas EPIC por cada pieza EPIC caída y pintura dorada. Desde la actualización de la temporada 2021, se eliminaron la membresía VIP debido a grandes cambios.